# Betinho
Betinho, właśc. Gilberto Carlos do Nascimento (ur. 14 czerwca 1966 w São Paulo) – piłkarz brazylijski, występujący podczas kariery na pozycji pomocnika.

## Kariera klubowa
Karierę piłkarską Betinho rozpoczął w klubie CA Juventus w 1984. W 1988 przeszedł do Cruzeiro EC. W lidze brazylijskiej zadebiutował 13 listopada 1988 w przegranym 1-2 meczu z EC Bahia. W 1989 powrócił do Juventusu, z którego przeszedł do lokalnego rywala – SE Palmeiras. W barwach Palmeiras wystąpił w 141 meczach, w których strzelił 40 bramek.
W 1992 powrócił do Cruzeiro, z którym zdobył mistrzostwo stanu Minas Gerais – Campeonato Mineiro w 1992 oraz Supercopa Sudamericana 1992. W latach 1993–1998 występował w Japonii w Bellmare Hiratuska i Kawasaki Frontale. Z Shonan zdobył Puchar Cesarza w 1994 i Azjatycki Puchar Zdobywców Pucharów 1996. Po powrocie do Brazylii Betinho występował w EC Juventude, SC Internacional, Guarani FC, São José EC i Gamie.
W barwach Gamy 19 sierpnia 2000 w zremisowanym 1-1 meczu z Goiás EC Betinho wystąpił po raz ostatni w lidze brazylijskiej. Ogółem w latach 1988–2000 wystąpił w lidze w 116 meczach, w których strzelił 23 bramki. Karierę zakończył w macierzystym Juventusie w 2004.

## Kariera reprezentacyjna
W reprezentacji Brazylii Betinho jedyny raz wystąpił 12 października 1988 w wygranym 2-0 towarzyskim meczu z reprezentacją Belgii.